# Audi Hybridmodelle
Die Hybridmodelle von Audi werden seit dem Jahr 2019 mit der Modellbezeichnung „e“ bezeichnet. Zwischen 2014 und 2019 trugen sie ebenso wie die rein elektrisch angetriebenen Modelle die Bezeichnung „e-tron“.

## Geschichte
Im Jahr 1989 präsentierte Audi das (Voll-)Hybridfahrzeug Audi 100 duo. Es hatte einen Benzinmotor als Antrieb für die Vorderachse und einen E-Motor für die Hinterachse, woher der Name duo kam. Einige Exemplare wurden als kleine Testflotte in Ingolstadt im Taxi-Betrieb eingesetzt. Beruhend auf den Erkenntnissen des Prototyps wurde 1991 der Audi 100 duo C4 vorgestellt, ein weiterer (Voll-)Hybrid, diesmal mit Rekuperation. Ebenso wie beim Vorgänger kam es hier nicht zu einer Serienproduktion.
In der Baureihe Audi A4 B5 wurde 1996 die in wesentlichen Punkten neukonstruierte dritte Generation des Audi duo vorgestellt. Er war 1997 (noch vor dem ersten Toyota Prius) offiziell als Serienfahrzeug erhältlich. Beim Audi A4 avant duo handelte es sich um ein völlig neues Konzept mit einem 21 kW starken E-Motor am Fünfganggetriebe. Die Elektronik regelte erstmals vollautomatisch je nach Last und Geschwindigkeit zwischen reinem E-Antrieb, kombiniertem Antrieb (E-Maschine und TDI) sowie reinem Verbrennerantrieb. Die Bleibatterie konnte zusätzlich über ein Stromkabel aufgeladen werden. Dieses Auto war der erste seriengefertigte Plug-in-Hybrid von Audi im modernen Verständnis.
2005 stellte Audi den Q7 hybrid als Versuchsfahrzeug vor. Hier wurde zum ersten Mal das Antriebskonzept genutzt, das später im Volkswagen-Konzern in die Großserie ging: Zwischen dem Verbrennungsmotor und dem Getriebe lag der Elektromotor mit integrierter Trennkupplung. 2012 erschienen der Audi Q5 hybrid, der Audi A6 hybrid und der A8 hybrid als Serienmodelle mit Vollhybrid-Technologie.
2014 stellte Audi mit dem A3 Sportback e-tron sein erstes Plug-in-Hybridmodell seit dem Audi A4 avant duo vor. Ihm folgten von 2016 an mehrere Modelle in den größeren Fahrzeugkategorien.

## Fahrzeuge
Im Einzelnen hat Audi die folgenden Plug-in-Hybrid-Fahrzeuge unter der Bezeichnung „Audi duo“, „e-tron“ oder „e“ vorgestellt oder angekündigt:

### Aktuelle Serienfahrzeuge
| Bauzeit   | Baureihe                      | Anmerkung | Bild |
| --------- | ----------------------------- | --- | ---- |
| seit 2014 | Audi A3 Sportback e-tron8V    | ist ein Plug-in-Hybrid mit Benzin- und Elektroantrieb. Die Produktion im Stammwerk Ingolstadt startete im Sommer 2014. Die Systemleistung beträgt 150 kW (204 PS).                                         |      |
| seit 2019 | Audi Q5 TFSI eFY              | ist ein Plug-in-Hybrid mit Benzin- und Elektroantrieb. Er wird in Ausführungen mit 220 und 270 kW (299/367 PS) Systemleistung angetrieben, ist seit 2019 erhältlich und wird bei Audi Mexico produziert.   |      |
| seit 2019 | Audi A7 Sportback TFSI e4K/C8 | ist ein Plug-in-Hybrid mit Benzin- und Elektroantrieb. Er wird von einem R4-Otto- und Elektromotor angetrieben. Seine Systemleistung beträgt entweder 220 oder 270 kW (299/367 PS).                        |      |
| seit 2019 | Audi A6 TFSI e4K/C8           | ist ein Plug-in-Hybrid mit Benzin- und Elektroantrieb, der auf dem Genfer Auto-Salon 2019 präsentiert wurde. Wie der A7 Sportback ist er mit 220 oder 270 kW (299/367 PS) Systemleistung erhältlich.       |      |
| seit 2019 | Audi A8 TFSI e4N/D5           | ist ein Plug-in-Hybrid mit Benzin- und Elektroantrieb. Auf dem Genfer Auto-Salon 2019 präsentierte Audi die Version mit einem V6-Otto- und einem Elektromotor. Die Systemleistung beträgt 330 kW (449 PS). |      |
| seit 2019 | Audi Q7 TFSI e4M              | ist ein Plug-in-Hybrid mit Benzin- und Elektroantrieb. Er wird von einem V6-Otto- und einem Elektromotor angetrieben. Er ist mit 280 oder 335 kW Systemleistung (381/456 PS) erhältlich.                   |      |
| ab 2020   | Audi Q3 TFSI e                | ist ein Plug-in-Hybrid mit Benzin- und Elektroantrieb. |      |
| ab 2020   | Audi Q3 Sportback TFSI e      | ist ein Plug-in-Hybrid mit Benzin- und Elektroantrieb. |      |

### Ehemalige Serienfahrzeuge
Seit 1997 führte Audi mehrere Hybridmodelle und Plug-in-Hybridmodelle in den Markt ein.
| Bauzeit   | Baureihe                 | Anmerkung | Bild |
| --------- | ------------------------ | --- | ---- |
| 2016–2019 | Audi A6L e-tron4G/C7     | war ein Plug-in-Hybrid mit Benzin- und Elektroantrieb, der nur für den asiatischen Markt angeboten wurde. Produziert wurde er bei Volkswagen in Changchun. |      |
| 2016–2019 | Audi Q7 e-tron quattro4M | war ein Plug-in-Hybrid mit Benzin- und Elektroantrieb. Die europäische Variante mit Diesel- und Elektroantrieb wurde von 2016 bis 2018 produziert.         |      |
| 2012–2014 | Audi A6 hybrid4G/C7      | war ein Voll-Hybridfahrzeug mit Benzin- und Elektroantrieb, das im Werk Neckarsulm produziert wurde.                                                       |      |
| 2011–2014 | Audi Q5 hybrid8R         | war ein Voll-Hybridfahrzeug mit Benzin- und Elektroantrieb.                                                                                                |      |
| 2012–2013 | Audi A8 hybrid4H/D4      | war ein Voll-Hybridfahrzeug mit Benzin- und Elektroantrieb.                                                                                                |      |
| 1997–1998 | Audi A4 avant duo8D/B5   | war ein Plug-in-Hybrid mit Diesel- und Elektroantrieb, der im Werk Ingolstadt produziert wurde. Insgesamt wurden etwa 90 Fahrzeuge produziert.             |      |

### Konzeptfahrzeuge

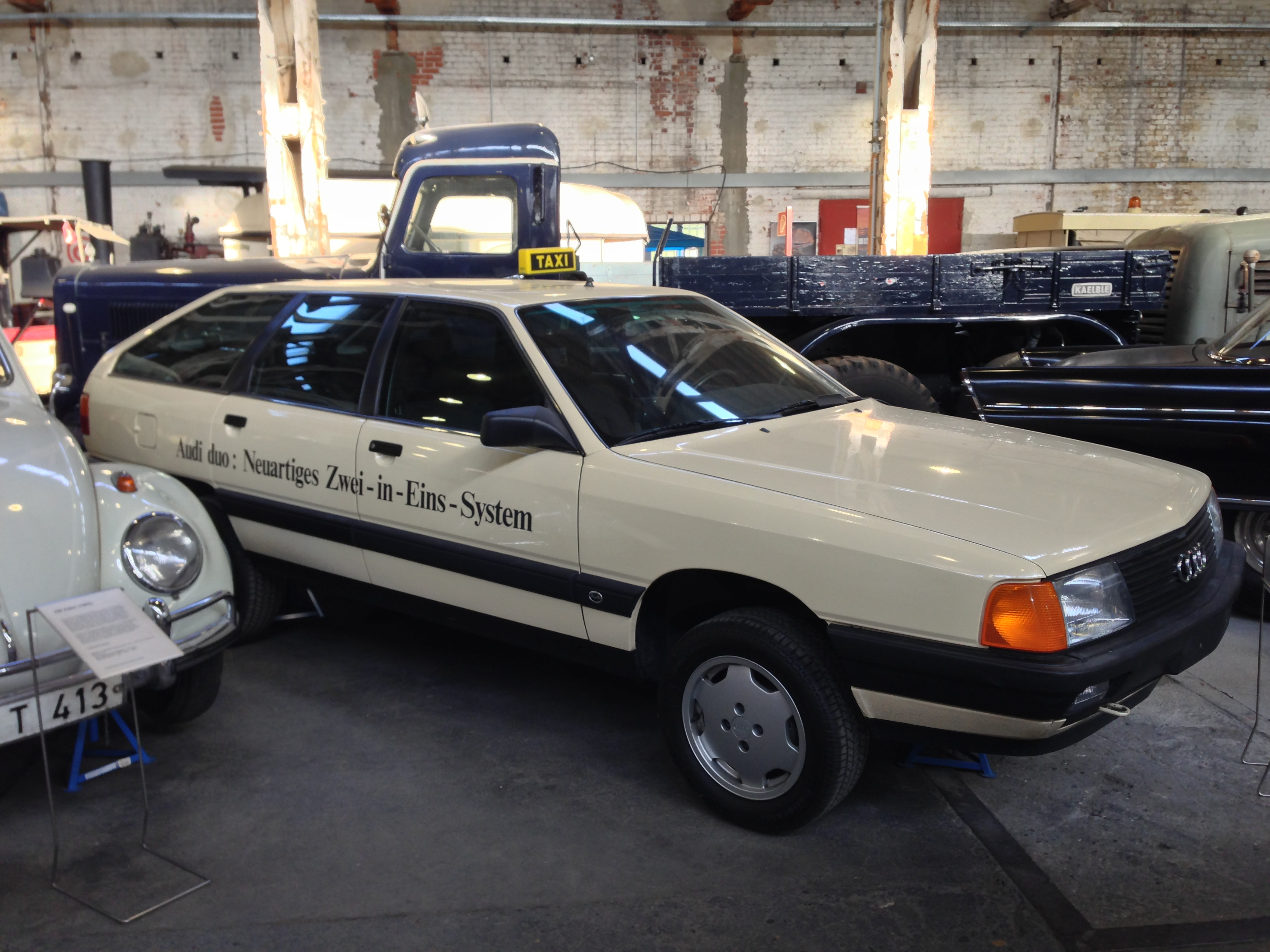
Audi 100 duo (1989)
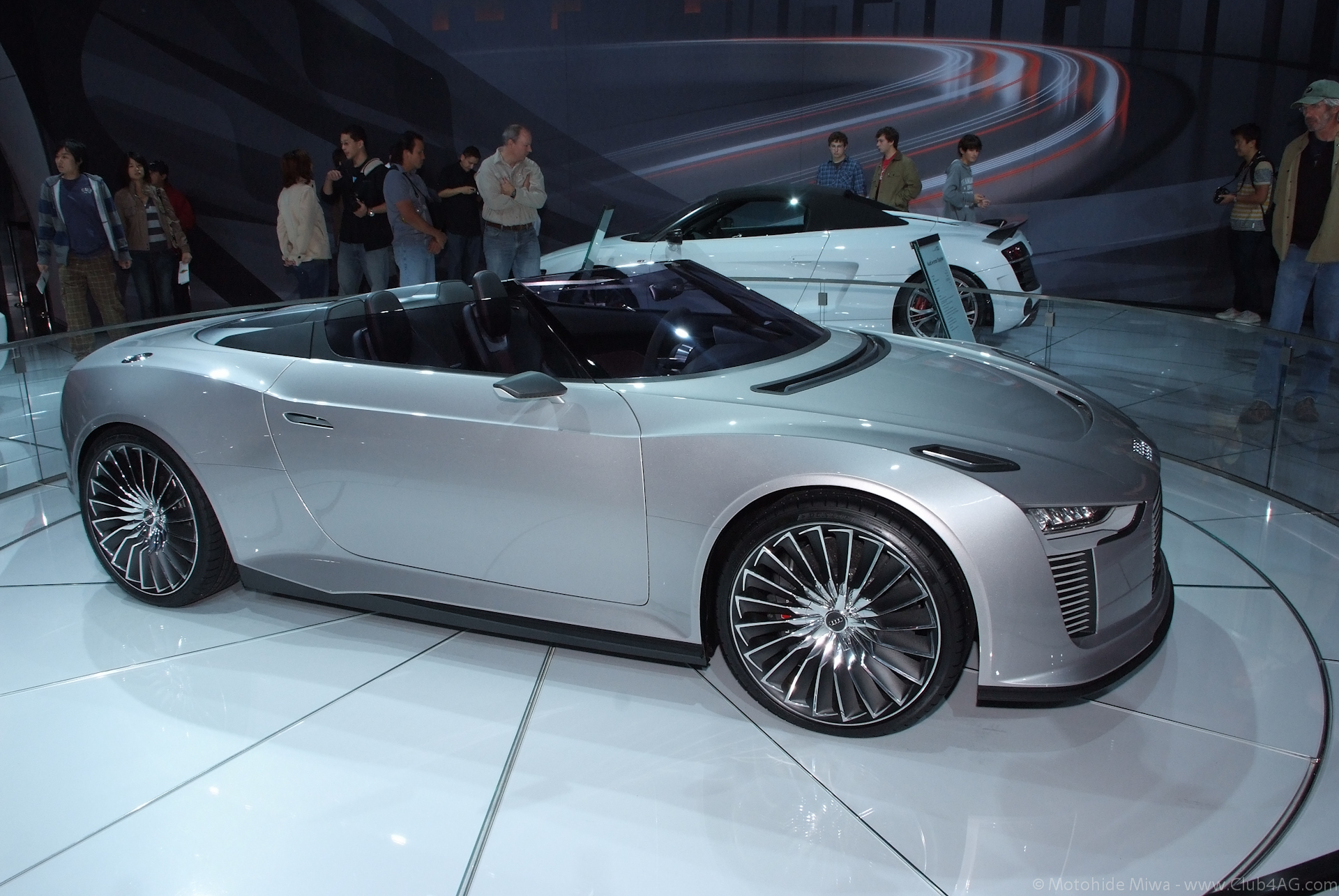
Audi e-tron „Spyder“ (2010)

- Audi duo: 1989 wurde auf Basis des Audi 100 Avant (Typ 44/C3) ein Hybridkonzept vorgestellt. Es blieb bei wenigen Prototypen.[2]
- Audi duo: 1992 wurde auf Basis des Audi 100 (Typ 4A/C4) die weiterentwickelte Variante vorgestellt. Der Akku gewährte eine batterieelektrische Reichweite von rund 80 km. Geplant waren unterschiedliche Akkutypen mit unterschiedlichen Leistungsstufen. Produziert wurde lediglich für die eigene Forschungszwecke und ausgesuchte Kunden.[4]
- Audi Q7 hybrid Konzeptstudie: 2005 vorgestellt als Ausblick auf ein eventuelles Hybridmodell des damaligen (ersten) Audi Q7.[2]
- Audi e-tron Spyder: Eine auf dem Auto-Salon Paris 2010 vorgestellte offene Sportwagen-Studie; Antrieb als Plug-in-Hybrid mit Elektromotor und Diesel-Direkteinspritzer (TDI).[20]
- Audi A3 e-tron Concept: Variante der Audi A3 Limousine, auf der Auto Shanghai 2011 als Konzeptstudie vorgestellt; Plug-in-Hybridantrieb mit Elektromotor und TFSI-Verbrennungsmotor.[21]
- Audi A1 e-tron: Plug-in-Hybridvariante des Audi A1. Antrieb elektrisch, jedoch mit Wankelmotor als Reichweitenverlängerer. Pilotversuch ab März 2011 mit 20 Fahrzeugen.[22]
- Audi Q8 concept: NAIAS 2017, Oberklasse-SUV als Plug-in-Hybrid.[23]